# Michael Georg Conrad

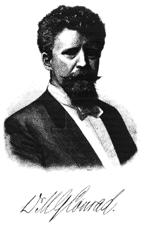
Michael Georg Conrad.

Michael Georg Conrad (5 de abril de 1846 en Gnodstadt, Baja Franconia alemana - 20 de diciembre de 1927 en Múnich), escritor alemán del naturalismo. 

## Biografía
Conrad era hijo de un agricultor de Gnodstadt. Estudió pedagogía en el seminario local. Posteriormente, se entusiasmó por la filosofía y la filología moderna. Conrad visitó después las universidades de Ginebra, Nápoles y París. Terminó sus estudios en 1868 como Doctor en filosofía.
Tras esto, permaneció durante dos años en Ginebra dedicado a la enseñanza como maestro en una escuela alemana luterana. Hacia 1870 o 1871 se compromete con Italia, donde vivió hasta 1878. Este año, se desplaza a París donde seguirá cinco años en la docencia del Institute polyglotte. Durante su último año de estancia en Francia trabajó principalmente en la oficina parisina del Frankfurter Zeitung, periódico de Frankfort.
En 1883 se instala en Múnich. Aquí Conrad se convirtió muy pronto en una figura central del movimiento naturalista. Le influyó notablemente el clima intelectual de Múnich como crítico de literatura y publicista, pero también como editor de la revista Die Gesellschaft (La sociedad). 
A inicios de 1885, establece la Sociedad para la vida moderna (Die Gesellschaft für modernes Leben) junto con Karl Bleibtreu. El periódico Die Gesellschaft era el principal órgano de expresión del naciente "naturalismo de Múnich". Permaneció como editor casi diez años, hasta 1893. En esta revista, Conrad desarrolló numerosos ensayos, editoriales y críticas, todos orientados para una renovación de la literatura alemana con respecto al realismo y naturalismo, pero también extendiendo esta renovación a la sociedad. 
Conrad se casó por segunda vez en 1887 con la escritora Marie Ramlo, que adoptó el nombre de Marie Conrad-Ramlo. 
Entre los años 1896 y 1898, ejerce como diputado nacional-liberal en el Reichstag alemán. 
A la edad de 81 años, Michael Georg Conrad murió el 20 de diciembre de 1927 en Múnich.

## Obras
- Zur Volksbildungsfrage im deutschen Reich, libre estudio pedagógico-social y sugerencias de reforma para la promoción del conocimiento y la ilustración de los pueblos, 1871
- Die Loge im Kulturkampf, sobre la francmasonería, 1875
- Mehr Licht, Kritische Betrachtungen über die Freimaurerei, reflexión crítica sobre la francmasonería, 1877
- Lutetias Töchter, cuento, 1883
- Schlechte Gesellschaft, novela realista, 1885
- Die Emanzipierten, drama, 1888
- Was die Isar rauscht, novela en tres partes, 1888
  - 1. Was die Isar rauscht
  - 2. Die klugen Jungfrauen
  - 3. Die Beichte des Narren
- Pumpanella, 1889
- Der Kampf ums Dasein der Literatur, 1890
- Letzte Wahrheiten, 1892
- Die Sozialdemokratie und die Moderne, ensayo, 1893
- Münchner Frühlingswunder, novela, 1895
- In purpurner Finsternis, novela, 1895
- Von Emile Zola bis Gerhart Hauptmann, autobiografía, 1902
- Majestät, novela, 1920